# 鈴木清 (写真家)
鈴木清（すずき きよし、1943年11月30日 - 2000年3月23日）は、日本の写真家。

## 来歴
福島県いわき市に生まれる。働いていた炭鉱の閉山にともない、漫画家になることを考えて上京する。そこで、土門拳の写真集『筑豊のこどもたち』を見て、写真家になることを志す。1969年、東京綜合写真専門学校卒業。同年、全国の炭鉱をまわる「シリーズ・炭鉱の町」を『カメラ毎日』に掲載し、写真家としてデビュー。写真家としての活動のかたわら、看板描きをしながら生計を立てた。1985年以降は、母校の東京綜合写真専門学校の講師を務めた。
生前出版された8冊の写真集は、『愚者の船』を除いてすべて自費出版である。写真を撮るだけでなく、レイアウトなどの編集も自ら手掛け、独自の世界観を作り上げる。出身地であるいわき市の炭鉱やその閉山跡、再開発された常磐ハワイアンセンターなどを通して、記憶や生い立ちを自伝的に見つめる写真集『修羅の圏（たに）』などが代表作。同作の題字は、親交のあった写真家ロバート・フランクによるものである。
1983年、個展・写真集「天幕の街」で第33回日本写真協会賞新人賞。1989年、写真集『夢の走り』で第1回写真の会賞。1992年、個展「母の溟」で第17回伊奈信男賞。1995年、個展・写真集「修羅の圏」で第14回土門拳賞を受賞。写真展を開催する際には、ギャラリーのミニチュアを作成することで展示方法を立案した。
2000年3月23日、多臓器不全のため、死去。享年56。死の直後に行われた写真展では、遺された展示案をもとに、教え子の金村修が会場設営を担当した。

## 写真集
- 『流れの歌』（1972年）
- 『ブラーマンの光』（1976年）
- 『天幕の街』（1982年）
- 『夢の走り』（1988年）
- 「愚者の船」（IPC、1991年）ISBN 4871988430
- 『天地戯場』（1992年）
- 「デュラスの領土〈DURASIA〉 マルグリット・デュラスのアジア。」（1998年）
- 『修羅の圏（たに）』（1994年）

## 回顧展
- 「鈴木清 写真展 百の階梯、千の来歴」（2010年、東京国立近代美術館）